# Je n'ai plus que les os
Je n'ai plus que les os est un sonnet de Pierre de Ronsard (1524-1585), poète du XVIe siècle qui est le chef de file de la Pléiade. Ce sonnet est tiré du recueil posthume Derniers Vers qui fut publié en 1586, au moment des obsèques officielles.

## Genèse et publication
Ronsard meurt trois semaines après l'avoir rédigé, le 27 décembre 1585. Il a encore composé, la veille, deux sonnets. Ces lignes sont extraites du Discours de la vie de Pierre de Ronsard de Claude Binet, jeune avocat et poète, disciple tardif de Ronsard ; il fut son exécuteur testamentaire avec Jean Galland (futur principal du collège de Boncourt).

## Sujet
Ce poème exprime le caractère inéluctable de l'existence, spécialement à l'aide des thèmes de la décrépitude, de l'affliction et de l'acceptation. Il est également assez ambigu. Il paraît morbide et désespéré avec la description minutieuse de l'agonie, et se termine sur une chute dont on[Qui ?] peut considérer qu'elle est pleine d'espoir, avec la croyance en la vie éternelle et la réunion au paradis de Ronsard et ses amis, ou au contraire qu'elle rappelle perfidement aux amis de Ronsard qu'ils vont bientôt le suivre dans la mort.

## Postérité
Ce poème a notamment été mis en musique par Francis Poulenc (deux versions pour voix et piano - 038a - et voix et orchestre - 038b) en 1924-1925. Il a également été interprété par la chanteuse Monique Morelli en 1978.